# Économie du Qatar
L’économie du Qatar se trouve parmi celles qui connaissent le plus fort taux de croissance du monde avec, entre 2000 et 2004 un taux égal à 18,9 %. Le pays a intégré l'OMC le 13 janvier 1996.
Le pétrole et le gaz naturel sont les pierres angulaires de l’économie du Qatar et représentent plus de 70 % des recettes totales de l’État, plus de 60 % du produit intérieur brut et environ 85 % des recettes d’exportation. Le Qatar possède la troisième plus grande réserve de gaz naturel prouvée au monde. Depuis au moins le début des années 2010, il en est le quatrième pays exportateur.

## Vue d'ensemble
Avec une population d'environ 2 millions d'habitants, le Qatar représente un marché réduit. Les productions d'hydrocarbures assurent une rente confortable, et pourtant l'État Qatari tente de diversifier son économie par de nombreux investissements à l'extérieur du pays. Le minuscule émirat engloutit peu à peu les fleurons de l'économie mondiale. Mastodonte financier, il distribue aussi ses largesses aux habitants, qui jouissent d'un haut niveau de vie.
En 2001, le PIB (PPA) du Qatar dépasse 10,6 milliards de dollars, soit 18 789 dollars par habitant. Avec de tels chiffres, et un IDH  de 0,826, le Qatar était un pays riche, mais moins que nombre d'États occidentaux.
En 2013, avec un PIB (nominal) de 105 000 dollars par habitant, le Qatar passe à la première place mondiale due à sa rente en hydrocarbure et à la conversion réussie de son économie. Le Qatar devient de moins en moins dépendant de son pétrole.

## L'économie traditionnelle
Le Qatar est une péninsule placée au cœur du Golfe Persique, entre la Perse (Iran) et l'Arabie d'une part; entre le Proche-Orient et les Indes d'autre part. Cela explique que, traditionnellement, les Qatariens étaient des navigateurs et des commerçants dynamiques (Boutres).
La pêche et le commerce des perles est resté longtemps une activité économique dynamique. L'agriculture, qui n'emploie guère que 3 % de la population active pour 1 % du PIB, n'est qu'un secteur économique marginal à cause de l'extrême aridité du territoire, la quasi-totalité de l'eau potable consommée localement étant le résultat du dessalement de l'eau de mer réalisé par des usines modernes.

## Le puissant secteur deshydrocarbures

### Le gaz naturel
Le pays dispose des 3 plus grandes réserves prouvées de gaz du monde après l’Iran et la Russie ; elles représentent 13,3 % des réserves mondiales. Le gigantesque gisement de North Dome, à 70 km de la côte nord-est, en détient la quasi-totalité : 896 000 milliards de pieds cubes, soit 25 400 milliards de mètres cubes; ce qui correspond à plus d’un siècle d’exploitation.
Le Projet Dolphin est un accord d'exportation de ce gaz vers les Émirats arabes unis, le Koweït et Bahreïn.

### Le pétrole
Le pétrole, découvert en 1939 à Dukhân, est une des principales sources de revenus du Qatar. À fin 2013, les réserves prouvées de pétrole du pays sont estimées à 25,1 milliards de barils (2,6 milliards de tonnes), soit 1,5 % des réserves prouvées mondiales. La production pétrolière en 2013 est de 1 995 000 barils par jour.

### Les industries de transformation des hydrocarbures
En 2010, le Qatar sera le premier producteur mondial de gaz naturel liquéfié (GNL), le principal fournisseur des États-Unis, de l’Europe occidentale et de l’Asie (Japon, Corée, Inde). En 2015, il deviendra le 1er producteur du Gas to Liquid (GTL que l’on retrouve dans le diesel, le naphte et les lubrifiants, et prévoit d'investir dans ce but près de 90 milliards de dollars.
Le Qatar investit également dans des unités de production de polyéthylène (plastique) et de carburants propres.

### Projet bancaire
En mars 2019 le Qatar annonce le lancement dans le courant de l’année d’une banque de l’énergie. L’institution, dotée d’un capital de 10 milliards de dollars, a pour ambition d'être la plus importante banque de sa catégorie à l’échelle mondiale.

### Une rente financière
La baisse des cours du pétrole, liée à l'augmentation du volume produit par l'Arabie saoudite pour faire baisser le cours et provoquer l'arrêt de l'exploitation de schiste des États-Unis, afin de rendre les puits caduques (les puits doivent être utilisés rapidement après leurs ouvertures), provoque au Qatar pour la première fois, un début d'endettement, la rente devenue trop faible.

## Les entreprises du Qatar
- Ooredoo
- Al-Jazeera Academy
- Barwa (Principal actionnaire: Qatarien Diar pour 45 %)
- Barwa Bank
- First Finance Company
- First Real Estate Company
- Hassad : C'est le principal investisseur agricole du Qatar, particulièrement actif en Australie où l'entreprise y possède pour 300 millions d'euros de terres.
- Qatar Petroleum et ses filiales gazières :
  - Qatargas
  - RasGas (coentreprise avec 25 % de participation d'Exxon)
- Qatari Investment Authority: Le fonds souverain, qui est particulièrement actif dans le secteur de l'immobilier par le biais de sa filiale Qatari Diar, fondée en 2005.
  - Qatari Diar intervient de plus en plus dans le système financier international. Depuis 2005, Qatari Diar a investi plus de 42 milliards de dollars dans plus de 40 pays, à 40 % au Moyen-Orient, 30 % en Afrique et 30 % en Europe, en partenariat avec de grands groupes comme Suez Environnement, Vinci (France), Hochtief ou Deutsche Bahn (Allemagne).

## Secteur de la construction
On estime que le Qatar dépense l'équivalent de 62 milliards de livres sterling (70 milliards d'euros) de ses richesses en gaz et en pétrole dans la construction d'infrastructures de transport, d'hôtels, de stades et d'autres installations avant la Coupe du monde de football de 2022 qui se déroulera au Qatar.

## Conditions de travail et travailleurs immigrés
Jusqu'en 2016, les travailleurs migrants sont soumis à la « Kafala ». Celle-ci peut s'apparenter à une sujétion où le salarié n'a aucun droit, étant placé sous la tutelle d'un « parrain », généralement son employeur. La médiatisation internationale de la dureté des conditions de travail sur les chantiers, notamment les stades en construction pour la coupe du monde de football de 2022, a poussé l'émirat à entreprendre certaines réformes. La Kafala est officiellement abolie et la poursuite du travail lorsque la température dépasse les 40 degrés est interdite. Toutefois, les syndicats restent interdits, le ministère du travail n'a guère d'inspecteurs pour faire respecter la loi et les peines encourues (400 euros d'amende) sont peu dissuasives. Les employés peuvent difficilement se risquer à présenter leur cas devant les tribunaux ; une femme de ménage qui dénoncerait des mauvais traitements pourrait facilement être expulsée.
Le juriste égyptien Adnan Fayçal souligne que « le Qatar, comme ses voisins, est plus sensible aux législations du monde anglo-saxon. L'État est un simple arbitre, un régulateur des relations au sein de l'entreprise. En l'absence de syndicats, interdits, c'est un paradis pour les employeurs. »
Des centaines de milliers d'Indiens travaillent au Qatar, où 1,2 million de migrants sont employés. Le Népal a la deuxième plus grande main-d'œuvre migrante au Qatar après l'Inde et son économie dépend fortement de l'argent envoyé par ses travailleurs migrants. En 2012, la Banque mondiale a calculé que les envois de fonds représentaient 22 % de l'ensemble de la production économique du Népal et ce chiffre est en augmentation
En 2013, la plupart des dispositions prises par les entrepreneurs sont en violation de la réglementation locale qui établit des normes élevées pour le logement des travailleurs, ne permettant aux entreprises de loger plus de quatre travailleurs dans la même salle, interdisant l'utilisation de lits superposés et obligeant les employeurs à assurer l'eau potable, la climatisation et ventilation adéquate dans tous les logements.
Plus de 700 travailleurs indiens sont décédés au Qatar entre 2010 et 2012 et 82 travailleurs indiens sont morts au cours des cinq premiers mois de l'année 2013 (1 460 se sont plaints sur la même période à l'ambassade des conditions de travail et de problèmes consulaires.) 70 ouvriers de la construction népalais sont par ailleurs morts sur les chantiers de la coupe du monde depuis le début de 2012. En juin 2015, la BBC estimait le nombre de morts sur les chantiers qatarien à un chiffre proche de 1 800 en l'espace de trois années, rien que pour les travailleurs venus d'Inde, du Népal et du Bangladesh, alors même que des ouvriers égyptiens ou philippins travaillent aussi sur les chantiers du Qatar, pour lesquels le nombre de morts n'a pas fait l'objet de décompte particulier. En 2016, la représentation indienne au Qatar estimait le nombre de ses ressortissants décédés à 241 pour 2013 et 279 en 2014 et 2015. Les ouvriers meurent souvent durant leur sommeil de déshydratation.

## Le commerce extérieur excédentaire mais déséquilibré

### Les exportations
La balance commerciale est traditionnellement excédentaire. En 2004, les exportations atteignent environ 67 milliards de rials et les importations 22 milliards de rials.

### Les importations
Le Qatar importe l'intégralité de ses matières premières hors hydrocarbures et 90 % de sa consommation alimentaire.

### Les investissements à l'étranger
Sachant que les ressources en hydrocarbures ne sont pas illimitées, le Qatar compte diversifier son économie le plus possible par de nombreux investissements dans le monde.
Investissements au Royaume-Uni :
- La bourse de Londres
- Le grand magasin Harrods
- L'ambassade des États-Unis
- Le marché de Camden
- Le village des athlètes des Jeux olympiques (transformés en logements à loyer modéré)

Investissements en France :
- Le club de football Paris Saint-Germain
- Le luxueux hôtel parisien Royal Monceau

## Tourisme
- capitale, Doha
- régions nord et nord-ouest
  - Umm Salal
  - Al Khawr
  - Ash Shamal
  - Al Ghuwariyah
  - Al Jumaliyah
- régions sud et sud-ouest
  - Al Rayyan
  - Mesaieed
  - Al Wakrah
  - Jariyan al Batnah